# Lekkoatletyka na Letnich Igrzyskach Paraolimpijskich 2012 – 800 metrów T13 mężczyzn
W biegu na 800 metrów kl. T13 mężczyzn podczas Letnich Igrzysk Paraolimpijskich 2012 rywalizowało ze sobą 14 zawodników. W konkursie udział wzięli sportowcy niedowidzący o niskim stopniu upośledzenia wzroku.

## Wyniki

### Eliminacje
Bieg 1
| Poz. | Zawodnik                | Narodowość    | Rezultat | Uwagi |
| ---- | ----------------------- | ------------- | -------- | ----- |
| 1    | Abdelillah Mame         | Maroko        | 1:58,00  | Q     |
| 2    | Zine Eddine Sekhri      | Algieria      | 1:58,14  | Q     |
| 3    | Tim Prendergast         | Nowa Zelandia | 1:58,21  | Q     |
| 4    | Dmitrij Korniłow        | Rosja         | 1:59,08  |       |
| 5    | Miguel Bartelemy Sablon | Kuba          | 2:02,11  |       |
| 6    | Said Gomez              | Panama        | 2:02,11  |       |
|      | Sam Harding             | Australia     | DNS      |       |

Bieg 2
| Poz. | Zawodnik                       | Narodowość | Rezultat | Uwagi |
| ---- | ------------------------------ | ---------- | -------- | ----- |
| 1    | David Korir                    | Kenia      | 1:54,56  | Q     |
| 2    | Abdellatif Baka                | Algieria   | 1:54,79  | Q     |
| 3    | Łukasz Wietecki                | Polska     | 1:55,32  | Q     |
| 4    | Juan Carlos Arcos Lira         | Meksyk     | 1:55,82  | q     |
| 5    | Aleksiej Achtjamow             | Rosja      | 1:55,86  | q     |
| 6    | Tarik Zalzouli                 | Maroko     | 1:56,39  |       |
| 7    | Abdelali El Kadioui El Idrissi | Maroko     | 1:58,16  |       |

### Finał
| Poz. | Zawodnik               | Narodowość    | Rezultat | Uwagi |
| ---- | ---------------------- | ------------- | -------- | ----- |
| 1    | Abdellatif Baka        | Algieria      | 1:53,01  | PR    |
| 2    | David Korir            | Kenia         | 1:53,16  |       |
| 3    | Abdelillah Mame        | Maroko        | 1:53,40  |       |
| 4    | Łukasz Wietecki        | Polska        | 1:55,44  |       |
| 5    | Tim Prendergast        | Nowa Zelandia | 1:55,85  |       |
| 6    | Aleksiej Achtjamow     | Rosja         | 1:57,33  |       |
| 7    | Juan Carlos Arcos Lira | Meksyk        | 1:58,11  |       |
|      | Zine Eddine Sekhri     | Algieria      | DQ       |       |